# Colynthaea coriacea
Colynthaea coriacea is een keversoort uit de familie boktorren (Cerambycidae). De wetenschappelijke naam van de soort is voor het eerst geldig gepubliceerd in 1848 door Erichson in Schomburg.